# 刻印鏢鱸
刻印鏢鱸為輻鰭魚綱鱸形目鱸亞目河鱸科的其中一種，分布於美國北卡羅來納州、南卡羅來納州及喬治亞州的Savannah河、Edisto河及Altamaha河流域，體長可達8公分，棲息在岩石底質的溪流。